# Il mio parente, Maggiore Molineux
Il mio parente, Maggiore Molineux è un racconto del 1832 dello scrittore statunitense Nathaniel Hawthorne, poi compreso nella raccolta L'immagine di neve e altri racconti narrati due volte pubblicata nel 1852.
Il racconto tratta della caduta delle illusioni nate dall'entusiamo per la gente che promette fortuna e che si dice pronta a fornire raccomandazioni.

## Trama
Questo racconto narra di Robin, un ragazzo che cerca fortuna in una città delle colonie americane. Suo scopo è incontrare il Maggiore Molineux, cugino del padre, che una volta, andatoli a visitare, aveva promesso di procurare a lui e a suo fratello un posto in società. Il padre di Robin era un sacerdote che aveva una piccola impresa agricola, ereditata poi dal fratello maggiore; per questo Robin aveva deciso di partire da solo. Arrivato in traghetto nella città del suo parente, lo cerca per tutta la notte, stremato dalla fame e dalla fatica. Conosce infine un uomo con cui passa buona parte del suo tempo e da lui viene a sapere che il Maggiore Molineux è uno "sbandato fanatico". Robin decide allora di far ritorno a casa e chiede al suo compagno la strada per il porto. L'uomo lo invita però a restare perché, furbo com'è, troverà sicuramente un posto di riguardo nella società anche senza l'aiuto del Maggiore Molineux.